# Guillermo Vázquez Consuegra
Guillermo Vázquez Consuegra (Siviglia, 1945) è un architetto spagnolo.
Nel 2016 è stato premiato con la Medaglia d'oro dell'architettura.

## Biografia

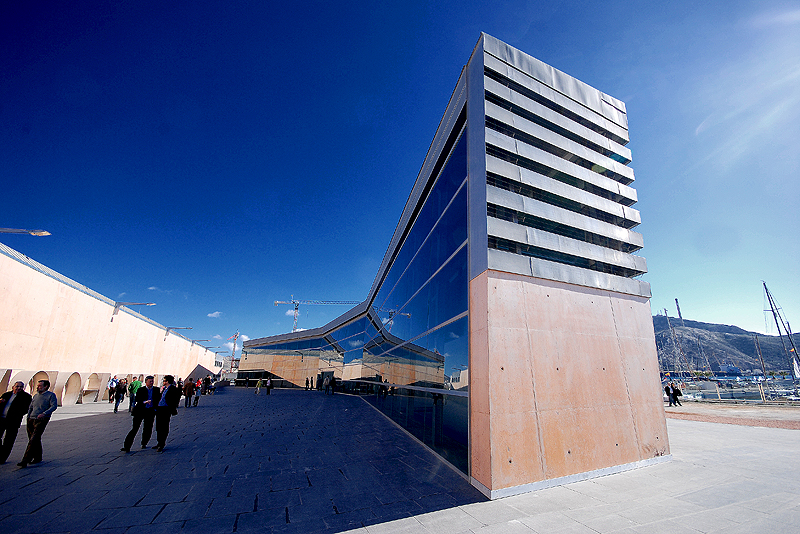
ARQUA, Museo di archeologia subacquea di Cartagena (Spagna).

## Opere più importanti
- 1975 Giardino, Olivares, Spagna.
- 1976 Casa Elizalde, Mairena del Aljarafe, Spagna.
- 1980 casa e studio per il pittore Rolando Campos, Mairena del Aljarafe, Siviglia.
- 1983 Casa Uhtna-Hus, Mairena del Aljarafe, Spagna.
- 1984 edificio edilizia sociale in Calle Ramon y Cajal, Sevilla, Spagna.
- 1986 gli edifici di edilizia popolare a Barrio de la Paz, Cadice, Spagna.
- 1990 ARQVA. Museo Nazionale di Archeologia Subacquea a Cartagena
- 1988 Edificio Torre delle Telecomunicazioni e dei servizi telefonici, Cadice, Spagna.
- 1990 Padiglione della Navigazione per l'Esposizione Universale 1992 a Siviglia, in Spagna.
- 2001 MUVIM, Museo Valenciano di Illuminismo e Modernità in Valencia
- 2004 Rim dell'Organizzazione marittima internazionale, Vigo, Spagna.
- 2004 Galata − Museo del mare e della Navigazione, Genova, Italia.
- 2008 Museo Nazionale di Archeologia Subacquea, Cartagena, Spagna.
- 2010 Restauro di Palacio de San Telmo per ospitare il Presidente della Junta de Andalucía, Siviglia, Spagna.
- 2011 Padiglione dei Congressi di Siviglia, Spagna.
- 2011 gli edifici di edilizia popolare in Vallecas, Madrid, Spagna.